# Sammonkatu (Tampere)
La rue du Sampo (finnois : Sammonkatu) est une rue du quartier de Kaleva à Tampere en Finlande.

## Présentation
Sammonkatu commence à l'intersection d'Itsenäisyydenkatu (anciennement Puolimatkankatu) et de Teiskontie (anciennement Teiskonkatu). 
La rue Sammonkatu fait partie de l'environnement culturel bâti d'importance nationale de Kaleva. 
Le long de Sammonkatu se trouvent, entre autres, Sampola,.
Comme beaucoup d'autres noms de rue du quartier, le nom Sammonkatu vient du Kalevala.  
Dans les anciens récits du Kalevala, le Sampo est un objet miraculeux qui apporte la richesse.
À l'avenir, la ligne du métro léger reliant le centre de Tampere à Hervanta circulera au milieu de Sammonkatu dès 2021.